# 2235 Vittore
2235 Vittore là một tiểu hành tinh vành đai chính với chu kỳ quỹ đạo là 2099.9691480 ngày (5.75 năm).
Nó được phát hiện ngày 5 tháng 4 năm 1924.